# خلخال الباتول (مسلسل)
خلخال الباتول هو مسلسل درامي مغربي من إنتاج سنة 2002، إخراج جمال بلمجدوب، وتأليف أحمد أومال، وبطولة كل من رشيد الوالي، وفاطمة خير، وسعاد صابر، وحسن الصقلي. يؤرخ المسلسل لفترة نضال المغاربة ضد الاستعمار الفرنسي، لكن من خلال قصة حب مشوقة. 

## القصة
يتناول المسلسل قصة فتاة اسمها الباتول، وهي جميلة ووحيدة أمها وتربطها علاقة عاطفية بشاب يدعى سلام، وهو أحد شباب القبيلة المعروف بنضاله ضد المستعمر الفرنسي من خلال هجمات متكررة كان ينفذها ضدهم وضد عملائهم في القرية. وتشترط الباتول لإتمام زواجها من الشاب أن يأتيها بخلخال ذي مواصفات خاصة، ولا يجد الشاب العاشق حلا آخر يرضي حبيبته سوى الرحيل للبحث عن الخلخال العجيب.

## طاقم التمثيل
- رشيد الوالي بدور سلام
- فاطمة خير بدور الباتول
- سعاد صابر
- حسن الصقلي
- محمد الرزين
- حميد الزوغي
- محمد التسولي
- عائشة ماه ماه
- إدريس الروخ
- عبد الرحيم المنياري
- زكرياء عاطفي
- جواد السايح
- حسن فولان
- حسن مضياف
- مصطفى سلمات
- جمال العبابسي
- جميلة شارق
- الحسين الدجيتي
- حنان رزقي
- آلان أسواني
- محمد عاطر
- زكرياء تمالدو
- عبد الله أبو جيدة
- رزوقي بوشعيب
- محمد بنزينة
- مصطفى الروكي
- محمد شليح
- محمد المشايدي
- عبد الله بنعدي

## روابط خارجية
- خلخال الباتول على موقع قاعدة بيانات الأفلام العربية